# Alcyonidium pedunculatum
Alcyonidium pedunculatum är en mossdjursart som beskrevs av Robertson 1902. Alcyonidium pedunculatum ingår i släktet Alcyonidium och familjen Alcyonidiidae. Inga underarter finns listade i Catalogue of Life.